# Производство риса в Таиланде
Производство риса в Таиланде составляет  значительную часть тайской экономики . В сельском хозяйстве страны занято около 40% населения, из них 16 миллионов занято выращиванием и производством риса.
Таиланд является  первым в мире экспортером риса, лишь иногда отдавая лидерство Индии. Рисовые плантации в стране составляют 9,2 млн. га  или половину всех обрабатываемых земель.
В 2015-2016 годах в стране было произведено 27,06 млн. тонн риса.
На выращивание риса оказывает сильное влияние нехватка воды, поскольку рис требует 1500 м3 воды на один рай площади (40х40м).

## История
В начале 1970-х годов Таиланд являлся аграрной страной (в сельском хозяйстве было занято 80 % населения, продукция сельского хозяйства составляла 85% экспорта, сохранялось крупное феодально-помещичье землевладение при мелком раздробленном крестьянском землепользовании и значительном количестве безработных), и именно рис являлся основной продовольственной и экспортной сельскохозяйственной культурой — в 1970 году общая площадь земель под этой культурой составляла 7,6 млн. га, сбор риса составил 13,3 млн. тонн, экспорт риса - 1 млн. тонн.
Рис является одним из основных продуктов питания в тайском обществе. Ежегодное потребление риса на душу населения в 2013 году составило 114.57 кг..
На производство риса оказывает влияние изменение климата. Если средняя дневная температура превышает 29 °C, то качество зерна ухудшается линейно с увеличением  температуры.
Увеличение средней температуры на один градус цельсия приводит к снижению урожайности риса на 3,2 процента.
Рисоводство страны пополняет ее казну. С 1953 года  налог на производство риса составил 32 процентов от всех  доходов. Правительство установило монопольно высокие цены на экспорт зерна.
Для поддержки отрасли правительство Таиланда инвестирует средства на орошение земель,  инфраструктуру, строительство плотин и каналов. В отрасли к концу  1990-х годов работало  почти два миллиона двух-колесных тракторов,  один миллион насосов для полива, сотни тысяч  молотилок и др.
В настоящее время большая часть риса выращивается на северо-востоке Таиланда, в то время как в прошлом, главным производителем риса был Центральный Таиланд. Расширению производства риса способствовало строительство в стране новых дорог, соединяющих северо-восток Таиланда с портами страны.
В 2014 году Таиланд экспортировал 10,8 млн. тонн шлифованного риса на сумму 5,37 млрд долларов, что явилось самым высоким показателем в истории отрасли. В 2015 году Таиланд был ведущим в мире экспортером риса, вторым была Индия (9.8 млн. тонн), третьим — Вьетнам (6,61 млн. тонн).